# ドナルド・フィンレー
ドナルド・フィンレー（Donald Osborne Finlay、1909年5月27日 - 1970年4月18日）は、イギリスの陸上競技選手。110mハードルの選手として1932年ロサンゼルスオリンピックから第二次世界大戦をはさんで1948年ロンドンオリンピックまで3大会連続出場。

## 経歴
ロサンゼルス大会では、アメリカのジョージ・セーリング(George Saling)、パーシー・ベアード(Percy Beard)に次いで銅メダルを獲得。ベルリン大会では、アメリカのフォレスト・タウンズ(Forrest Towns)に次いで銀メダルを獲得した。
第二次世界大戦では、英国空軍の中佐として従軍した。
フィンレーは、1948年の自国で開催されたロンドンオリンピックに出場を果たし、選手団の主将として選手宣誓を行った。しかしこの大会では彼は決勝に残ることなく敗れている。